# Leptothorax marocana
Leptothorax marocana är en myrart som beskrevs av Santschi 1909. Leptothorax marocana ingår i släktet smalmyror, och familjen myror. Inga underarter finns listade i Catalogue of Life.